# Aubrey Williams
 (janvier 2022).

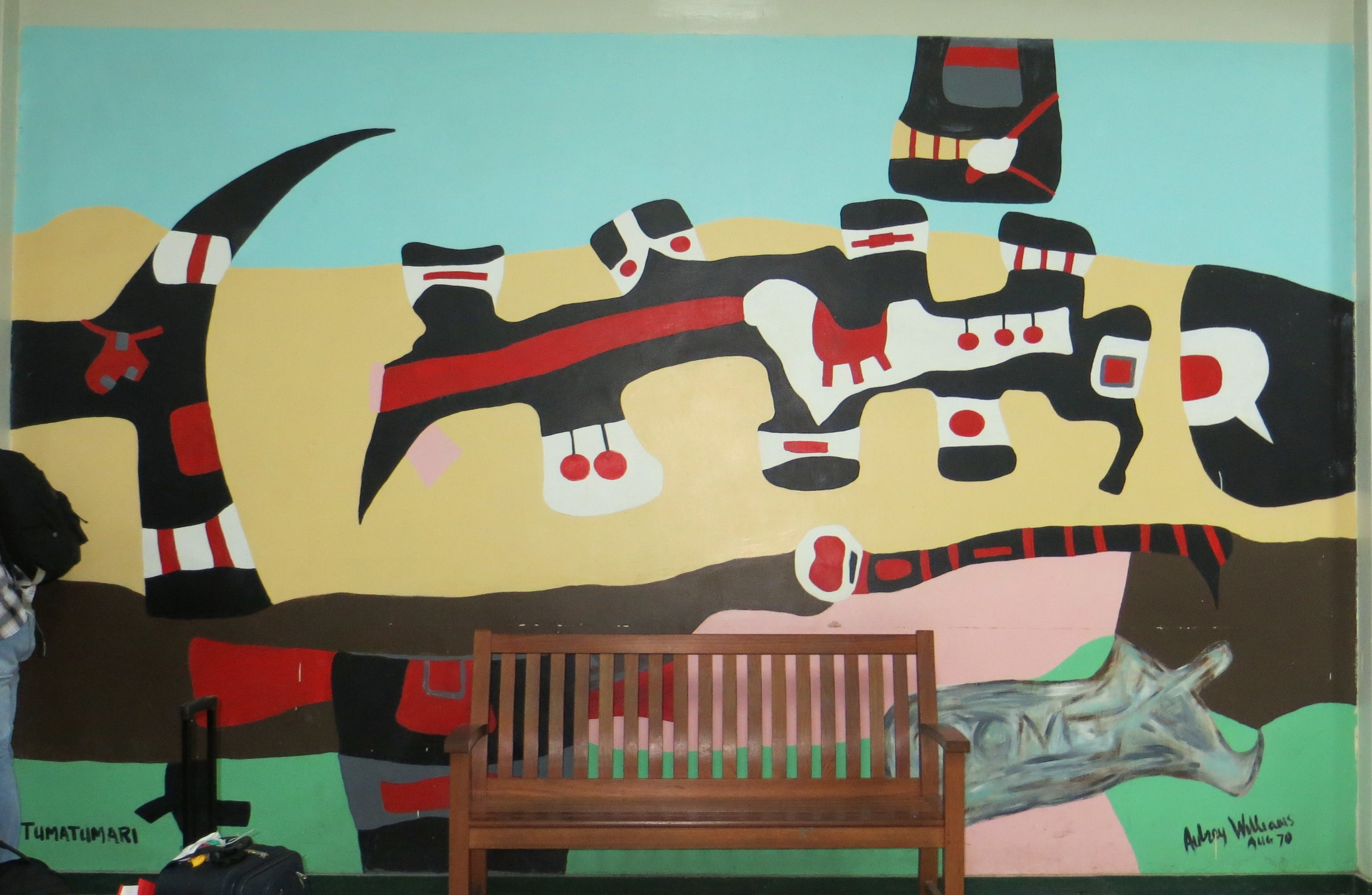
Tumatumari d'Aubrey Williams à l'Aéroport international Cheddi Jagan.

Aubrey Williams est un peintre né le 8 mai 1926 à Georgetown en Guyane britannique et mort le 17 avril 1990 à Londres. Il est une figure de proue parmi les artistes caribéens postcoloniaux qui ont afflué à Londres au milieu du XXe siècle.

## Biographie
Aubrey Williams est né à Georgetown en Guyane britannique (aujourd'hui le Guyana). Il commence à dessiner et à peindre dès son plus jeune âge. En effet, il reçoit des cours d'art informels dès l'âge de trois ans et a rejoint la classe d'art des travailleurs à l'âge de 12 ans.
Il travaille comme agronome dans la forêt tropicale guyanaise au milieu du peuple Waraos.
Aubrey Williams déménage à Londres en 1952,.
Dans les années 1950, Aubrey Williams fait des études d'art à la Saint Martin's School of Art.
Il fait partie du Caribbean Artists Movement.
En 1965, il remporte le prestigieux Prix du Commonwealth de peinture, présenté par la reine Elizabeth II.
Au cours de la convention, alors que le musée du Guyana accueillait une exposition de son travail, il est approché pour peindre des peintures murales à l'aéroport international de Timehri.

## Œuvres
Peintures
- Shostakovich Symphony no 12, Opus 112, 1981[4].